# Костяньская, Чеслава
Чеслава Хелена Костяньская-Щепиньская (пол. Czesława Helena Kościańska-Szczepińska; род. 22 мая 1959, Тчев) — польская гребчиха, выступавшая за сборную Польши по академической гребле в конце 1970-х и на всём протяжении 1980-х годов. Серебряная призёрка летних Олимпийских игр в Москве, обладательница серебряной и бронзовой медалей чемпионатов мира, победительница и призёрка многих регат национального значения. 

## Биография
Чеслава Костяньская родилась 22 мая 1959 года в городе Тчев, Польша. Занималась академической греблей в местном спортивном клубе «Уния», а также в Гданьске в клубе «Гедания».
Первого серьёзного успеха на взрослом международном уровне добилась в сезоне 1979 года, когда вошла в основной состав польской национальной сборной и побывала на чемпионате мира в Бледе, откуда привезла награду бронзового достоинства, выигранную в зачёте распашных безрульных двоек — в финале её обошли только экипажи из Восточной Германии и Румынии.
Благодаря череде удачных выступлений удостоилась права защищать честь страны на летних Олимпийских играх 1980 года в Москве — вместе с напарницей Малгожатой Длужевской в решающем заезде женских безрульных двоек пришла к финишу второй позади восточногерманской команды Уте Штайндорф и Корнелии Клир — тем самым завоевала серебряную олимпийскую медаль.
После московской Олимпиады Костяньская ещё в течение некоторого времени оставалась в составе гребной команды Польши и продолжала принимать участие в крупнейших международных регатах. Так, в 1981 году она выступила на мировом первенстве в Мюнхене, где финишировала в безрульных двойках пятой.
В 1982 году на чемпионате мира в Люцерне стала серебряной призёркой в программе безрульных двоек, уступив в финале экипажу из ГДР.
Впоследствии вышла замуж и под фамилией мужа Щепиньская в конце 1980-х годов вернулась в основной состав польской национальной сборной. В частности, в 1988 году благополучно прошла отбор на Олимпийские игры в Сеуле — на сей раз попасть в число призёров не смогла, показала в распашных рулевых четвёрках восьмой результат.
В 1989 году на мировом первенстве в Бледе в безрульных двойках сумела квалифицироваться лишь в утешительный финал B и расположилась в итоговом протоколе соревнований на восьмой строке.